# Groupe J des éliminatoires de la Coupe d'Afrique des nations de football 2021
Navigation
Groupe I Groupe K
Le groupe J des qualifications à la Coupe d'Afrique des nations de football 2021 est une compétition qualificative pour la phase finale de la Coupe d'Afrique des nations de football 2021. Ce groupe est composé de la Guinée équatoriale, de la Libye, de la Tanzanie et de la Tunisie. Les matchs sont initialement prévus de novembre 2019 à novembre 2020, mais les journées 3 à 6 sont repoussées en raison de la pandémie de Covid-19. La Tunisie se qualifie à l'issue de la quatrième journée.

## Tirage au sort
Le tirage au sort se déroule le 18 juillet 2019 au Caire, pendant la CAN 2019. Les 51 sélections africaines sont classées dans cinq chapeaux selon leur classement FIFA.
Le tirage au sort désigne les équipes suivantes dans le groupe J :
- Chapeau 1 :  Tunisie (2e du classement CAF et 25e du classement FIFA)
- Chapeau 2 :  Libye (24e du classement CAF et 105e du classement FIFA)
- Chapeau 3 :  Tanzanie (36e du classement CAF et 131e du classement FIFA)
- Chapeau 4 :  Guinée équatoriale (39e du classement CAF et 141e du classement FIFA)

## Résultats

### Classement
| Rang | Équipe             | Pts | J | G | N | P | Bp | Bc | Diff |  | Résultats (▼ dom., ► ext.) |     |     |     |     |
| ---- | ------------------ | --- | - | - | - | - | -- | -- | ---- |  | -------------------------- | --- | --- | --- | --- |
| 1    | Tunisie            | 16  | 6 | 5 | 1 | 0 | 14 | 5  | +9   |  | Tunisie                    |     | 2-1 | 1-0 | 4-1 |
| 2    | Guinée équatoriale | 9   | 6 | 3 | 0 | 3 | 7  | 7  | 0    |  | Guinée équatoriale         | 0-1 |     | 1-0 | 1-0 |
| 3    | Tanzanie           | 7   | 6 | 2 | 1 | 3 | 5  | 6  | -1   |  | Tanzanie                   | 1-1 | 2-1 |     | 1-0 |
| 4    | Libye              | 3   | 6 | 1 | 0 | 5 | 7  | 15 | -8   |  | Libye                      | 2-5 | 2-3 | 2-1 |     |

### Matchs
| 1re journée                  | Tanzanie                   | 2 - 1   | Guinée équatoriale | Benjamin Mkapa National Stadium, Dar es Salam |                              |
| 15 novembre 2019 19:00 UTC+3 | Msuva 69e · Abubakar 90+2e | (0 - 1) | 15e Obiang         | Arbitrage : Imtehaz Heeralal                  | Arbitrage : Imtehaz Heeralal |
| 15 novembre 2019 19:00 UTC+3 | Rapport                    |         |                    | Arbitrage : Imtehaz Heeralal                  | Arbitrage : Imtehaz Heeralal |

| 15 novembre 2019 | Tunisie                         | 4 - 1   | Libye         | Stade olympique de Radès, Radès |                              |
| 20:00 UTC+1      | Khazri 33e 90e · Khaoui 41e 52e | (2 - 1) | 45+1e Elhouni | Arbitrage : Mahmoud El Banna    | Arbitrage : Mahmoud El Banna |
| 20:00 UTC+1      | Rapport                         |         |               | Arbitrage : Mahmoud El Banna    | Arbitrage : Mahmoud El Banna |

| 2e journée                   | Guinée équatoriale | 0 - 1   | Tunisie    | Nuevo Estadio, Malabo         |                               |
| 19 novembre 2019 20:00 UTC+1 |                    | (0 - 0) | 74e Khazri | Arbitrage : Mohamed Athoumani | Arbitrage : Mohamed Athoumani |
| 19 novembre 2019 20:00 UTC+1 | Rapport            |         |            | Arbitrage : Mohamed Athoumani | Arbitrage : Mohamed Athoumani |

| 19 novembre 2019 | Libye                              | 2 - 1   | Tanzanie           | Stade Mustapha-Ben-Jannet, Monastir |                              |
| 20:00 UTC+1      | Al Warfali 68e (pen.) · Saltou 81e | (0 - 1) | 18e (pen.) Samatta | Arbitrage : Ishmael Chizinga        | Arbitrage : Ishmael Chizinga |
| 20:00 UTC+1      | Rapport                            |         |                    | Arbitrage : Ishmael Chizinga        | Arbitrage : Ishmael Chizinga |

| 3e journée :                 | Libye                                | 2 - 3   | Guinée équatoriale                       | Stade Al Salam, Le Caire   |                            |
| 11 novembre 2020 21:00 UTC+2 | Al Warfali 55e (pen.) · Bettamer 58e | (0 - 1) | 33e Miranda · 90+1e Obiang · 90+4e Obama | Arbitrage : Bakary Gassama | Arbitrage : Bakary Gassama |
| 11 novembre 2020 21:00 UTC+2 | Rapport                              |         |                                          | Arbitrage : Bakary Gassama | Arbitrage : Bakary Gassama |

| 13 novembre 2020 | Tunisie    | 1 - 0   | Tanzanie | Stade olympique de Radès, Radès        |                                        |
| 20:00 UTC+1      | Msakni pen | (1 - 0) |          | Arbitrage : Helder Martins de Carvalho | Arbitrage : Helder Martins de Carvalho |
| 20:00 UTC+1      | Rapport    |         |          | Arbitrage : Helder Martins de Carvalho | Arbitrage : Helder Martins de Carvalho |

| 4e journée                   | Guinée équatoriale | 1 - 0   | Libye | Nuevo Estadio de Malabo, Malabo |                             |
| 15 novembre 2020 20:00 UTC+1 | Salvador 27e       | (1 - 0) |       | Arbitrage : Norman Matemera     | Arbitrage : Norman Matemera |
| 15 novembre 2020 20:00 UTC+1 | Rapport            |         |       | Arbitrage : Norman Matemera     | Arbitrage : Norman Matemera |

| 17 novembre 2020 | Tanzanie  | 1 - 1   | Tunisie    | Benjamin Mkapa National Stadium, Dar es Salam |                           |
| 22:00 UTC+3      | Salum 47e | (0 - 1) | 11e Khaoui | Arbitrage : Celso Alvação                     | Arbitrage : Celso Alvação |
| 22:00 UTC+3      | Rapport   |         |            | Arbitrage : Celso Alvação                     | Arbitrage : Celso Alvação |

| 5e journée               | Libye          | 2 - 5   | Tunisie                                                                                      | Matyrs Of February Stadium, Benghazi |                          |
| 25 mars 2021 21:00 UTC+2 | Ellafi 21e 54e | (1 - 1) | Ellyes Skhiri 38e · Seifeddine Jaziri 47e, 90+3e · Anis Ben Slimane 84e · Mohamed Dräger 51e | Arbitrage : Daouda Guèye             | Arbitrage : Daouda Guèye |
| 25 mars 2021 21:00 UTC+2 | Rapport        |         |                                                                                              | Arbitrage : Daouda Guèye             | Arbitrage : Daouda Guèye |

| 25 mars 2021 | Guinée équatoriale | 1 - 0   | Tanzanie | Nuevo Estadio de Malabo, Malabo |                             |
| 20:00 UTC+1  | Nsue 90e           | (0 - 0) |          | Arbitrage : Bernard Camille     | Arbitrage : Bernard Camille |
| 20:00 UTC+1  | Rapport            |         |          | Arbitrage : Bernard Camille     | Arbitrage : Bernard Camille |

| 6e journée               | Tunisie                     | 2 - 1   | Guinée équatoriale | Stade olympique de Radès, Radès |                                |
| 29 mars 2021 14:00 UTC+1 | Jaziri 4e · Akapo 52e (csc) | (1 - 0) | 88e (csc) Chaouat  | Arbitrage : Jean-Jacques Ndala  | Arbitrage : Jean-Jacques Ndala |
| 29 mars 2021 14:00 UTC+1 | Rapport                     |         |                    | Arbitrage : Jean-Jacques Ndala  | Arbitrage : Jean-Jacques Ndala |

| 29 mars 2021 | Tanzanie    | 1 - 0   | Libye | Benjamin Mkapa National Stadium |                         |
| 16:00 UTC+3  | Msuva 45+2e | (1 - 0) |       | Arbitrage : Hassan Hagi         | Arbitrage : Hassan Hagi |
| 16:00 UTC+3  | Rapport     |         |       | Arbitrage : Hassan Hagi         | Arbitrage : Hassan Hagi |

## Liste des buteurs
3 buts    
- Saîf-Eddine Khaoui
- Wahbi Khazri
- Seifeddine Jaziri

2 buts   
- Pedro Obiang
- Sanad Al Warfali
- Muaid Ellafi
- Simon Msuva

1 but  
| - Salomón Obama - José Antonio Miranda - Ibán Salvador - Emilio Nsue - Mohamed Bettamer - Hamdou Elhouni - Anis Saltou | - Salum Abubakar - Feisal Salum - Mbwana Aly Samatta - Youssef Msakni - Ellyes Skhiri - Anis Ben Slimane - Mohamed Dräger |

Contre son camp  (csc)
- Firas Chaouat (pour la Guinée équatoriale)
- Carlos Akapo (pour la Tunisie)